# Riserva naturale Salina di Cervia
La riserva naturale Salina di Cervia è un'area naturale protetta situata nel comune di Cervia, in provincia di Ravenna. Istituita a Riserva naturale di popolamento animale con un Decreto ministeriale del 1979, e zona umida della Convenzione di Ramsar, l'importanza storica di Cervia è legata al suo oro bianco ed è documentata da varie testimonianze. Nei pressi della salina sorgono le Terme di Cervia, che ne utilizzano tuttora l'acqua salata per la cura di malattie articolari e respiratorie.

La Salina di Cervia occupa un terzo della superficie comunale ed è, dopo la chiusura di quella di Comacchio, quella più settentrionale d'Italia. La Salina fa parte dell'Ecomuseo del sale e del mare.

## Storia
Nel 2015 in occasione della costruzione della rotatoria all'intersezione della SS16 Adriatica con la SP 254 Cervese, sono stati riportati alla luce degli oggetti di epoca romana. Gli scavi archeologici hanno consentito la riscoperta di una salina. La coltivazione del sale a Cervia si può fare risalire dunque all'età romana, retrodatandone l'esistenza di mille anni, dato che il primo documento che ne fa menzione risale all'anno 965.
L'impianto di estrazione riportato alla luce è uno dei pochissimi documentati archeologicamente nel bacino del Mediterraneo. I reperti rinvenuti sono oggi conservati al MUSA - Museo del sale di Cervia.
Cervia è talmente legata alle sue saline che alcuni studiosi ritengono che il suo nome sia legato al sale: il toponimo Cervia potrebbe derivare dalla parola latina acervus (cumulo), in riferimento ai mucchi di sale.

## Attività umane

Lavoratori alle saline di Cervia nel 1891.

Una fase della raccolta del sale a Cervia (fine XIX secolo).

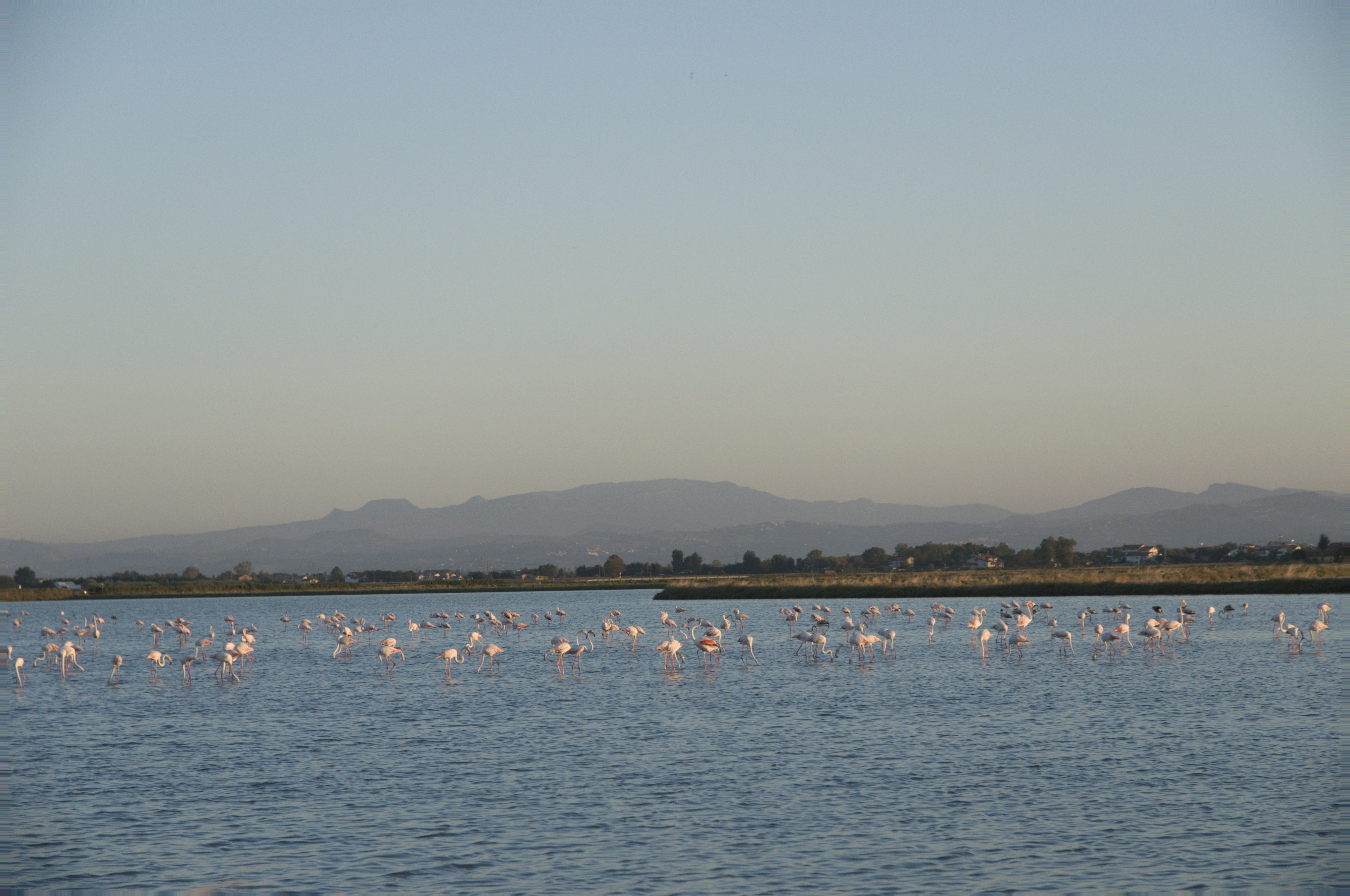
Fenicotteri alle saline di Cervia.

All'interno del Parco si trova uno stabilimento di produzione del sale a raccolta industriale («Salina di Cervia») composto da oltre 50 bacini, circondati da un canale di oltre 14 km che consente all'acqua del mare Adriatico di entrare e uscire dalla salina. La raccolta avviene nel cuore della salina in tre vasche, lunghe complessivamente 1 km e larghe 160 m. A partire dal 1959 la lavorazione si avvale di mezzi meccanici. Da allora ogni anno, all’inizio di agosto per circa quaranta giorni si svolge la «cavatura» del sale di Cervia, cloruro di sodio purissimo con una quasi inesistente presenza di altri cloruri amari. 
Il sale cervese è detto “sale dolce”, in quanto privo dei sali amari che, per il clima e per la raccolta giornaliera, non riescono a depositarsi. È venduto attualmente in 34 Paesi in tutti e cinque i continenti. Il «Sale marino artigianale di Cervia» dal 2004 è presidio Slow Food.
Nel 2023 la salina è stata fatta intenzionalmente allagare per salvare la città di Cervia dalla devastante alluvione che colpì la Romagna nei giorni 16-17 maggio.

### L'antica salina Camillone
Fino al 1959 erano attive 144 salinette di produzione. In quell'anno il sistema di produzione divenne industriale e le salinette vennero accorpate in grandi vasche di evaporazione e di raccolta del sale. Oltre dieci vasche vennero lasciate alla lavorazione manuale. Oggi se ne utilizza solamente una. In essa si tramanda il procedimento di lavorazione tramandatosi di padre in figlio fin dall'età antica, chiamato «metodo cervese», parte integrante dell'ecomuseo del sale. 
La salinetta è lavorata a scopo dimostrativo per far conoscere il lavoro dei salinari. Il fondo può produrre dai 500 ai 2000 quintali di sale a stagione. Mentre il processo industriale prevede una sola raccolta a fine stagione, in settembre, la produzione nella Salina Camillone avviene ancora artigianalmente: il sale viene prelevato di giorno in giorno man mano che affiora, con attrezzi in legno e seguendo le procedure tradizionali.

## Ambiente
La Salina di Cervia è una riserva naturale di popolamento e di nidificazione per molte specie animali e vegetali.

### Flora
Le piante delle saline sono utilizzate per le loro proprietà culinarie e medicinali, e sono piante nutrici di farfalle. Ricordiamo la salicornia (Halocnemum strobilaceum), la vetriola di mare (Suaeda maritima), la porcellana di mare (Atriplex halimus), il limonio (Limonium sp.), l'astro di mare (Tripolium pannonicum), il colchico autunnale (Colchicum autumnale), il fiordaliso (Centaurea cyanus), il cardo asinino (Onopordum acanthium), l'iperico (Hypericum perforatum), il caglio (Galium verum), la mentuccia (Clinopodium nepeta),  il latte di gallina (Ornithogalum umbellatum), le artemisie (Artemisia vulgaris), i prugnoli (Prunus spinosa), le tamerici (Tamarix spp.).

### Fauna
Fra la fauna acquatica che abitualmente frequenta questo ambiente si trovano: l'avocetta (Recurvirostra avosetta), il cavaliere d'Italia (Himantopus himantopus), la pettegola (Tringa totanus), la pittima reale (Limosa limosa), la rondine di mare (Sterna hirundo), il fratino (Charadrius alexandrinus), il fraticello (Sternula albifrons), il corriere piccolo (Charadrius dubius), il martin pescatore (Alcedo atthis), il gabbiano comune (Chroicocephalus ridibundus) ed il gabbiano reale (Larus michahellis), che nidificano qui, ed altre specie di uccelli quali l'airone cinerino (Ardea cinerea), la garzetta (Egretta garzetta), il fenicottero (Phoenicopterus roseus), il piro piro (Actitis hypoleucos), il cormorano (Phalacrocorax carbo), la spatola bianca (Platalea leucorodia), il combattente (Philomachus pugnax), il piovanello (Calidris ferruginea).
Sono inoltre presenti più di 35 specie di trampolieri, ed oltre 10 specie di anatre sia di tuffo che di superficie quali il germano reale (Anas platyrhynchos), l'alzavola (Anas crecca), il fischione (Anas penelope), il codone (Anas acuta), il mestolone (Anas clypeata), la volpoca (Tadorna tadorna), la marzaiola (Anas querquedula). Nella stagione opportuna, è anche possibile osservare folti gruppi di oche selvatiche (Anser anser), lungo gli argini o in volo da una parte all'altra della salina.